# Funicolare di Wellington
La funicolare di Wellington (in inglese Wellington Cable Car) è una funicolare di Wellington, Nuova Zelanda, che collega Lambton Quay, la principale via degli acquisti cittadina, a Kelburn, un sobborgo sulle colline che dominano il centro della città, che sorge a 120 m sul livello del mare. I vagoni della funicolare sono tra i simboli cittadini più riconosciuti a livello turistico.